# Косберг, Семён Ариевич
Семён А́риевич Ко́сберг (1 [14] октября 1903, Слуцк, Минская губерния — 3 января 1965, Воронеж) — советский инженер, эксперт в области авиационных и ракетных двигателей, доктор технических наук (1959), Герой Социалистического Труда (1961). Лауреат Ленинской премии.

## Биография
Косберг Шолом (Семён) Ариевич родился 14 октября 1903 года в семье кузнеца, в которой было 9 детей.
С 1917 до 1919 года Семён посещал коммерческое училище в Слуцке, а с 1919 до 1925 года работал кузнецом и мастером по металлу в кузнице своего отца, чтобы помочь большой семье. Одновременно, с 1922 по 1924 год, он посещал вечерние занятия и получил диплом об окончании средней школы.
Отслужив два года в Красной армии и демобилизовавшись, работал слесарем на фабрике имени С. Халтурина в Ленинграде. 
С 1927 по 1930 год учился в Ленинградском политехническом институте им. М. И. Калинина на кораблестроительном факультете, изучая авиационную специальность, выделившуюся в 1929 году в авиационный факультет. Летом 1930 года при разделе ЛПИ на отраслевые вузы переведен вместе с факультетом в Москву во вновь образованный на его базе Московский авиационный институт, в котором в том же году защитил диплом. В 1931 году С. А. Косберг был направлен на работу в Центральный институт авиационного моторостроения (ЦИАМ), где прошёл путь от инженера-конструктора до начальника научно-исследовательского отдела.
Занимался вопросами создания систем непосредственного впрыска топлива в головки цилиндров авиадвигателей вместо недостаточно эффективных карбюраторных систем впрыска. В 1940 году Косберга назначили заместителем главного конструктора ОКБ завода № 33 Народного комиссариата авиационной промышленности (НКАП) и начальником КБ по разработке систем непосредственного впрыска на этом заводе.
С началом Великой Отечественной войны новые исследовательские и производственные мощности были созданы в Сибири. В 1941 году Косберг возглавил проектирование и производство агрегатов непосредственного впрыска в городе Бердск около Новосибирска в качестве главного конструктора ОКБ-154 (КБ химической автоматики). В тяжелейших условиях горстка людей (всего-то три десятка сотрудников) в скором времени создала и запустила в серийное производство агрегат непосредственного впрыска НВ-ЗУ для авиационного двигателя АШ-82ФН генерального конструктора А. Д. Швецова. Использование этих двигателей существенно улучшило полётные характеристики (скороподъёмность, манёвренность, скорость, дальность полёта), который гарантировал преимущество для советских воздушных истребителей по сравнению с лучшими немецкими машинами (Focke-Wulf-190 и Messerschmitt Bf.109).
Бесспорное преимущество системы, подтверждённое работой в полевых условиях, привело к её использованию в 1943—1944 годах на всех недавно созданных поршневых двигателях. Моторы АШ-82ФН с агрегатом НВ-ЗУ устанавливались во время Великой Отечественной войны на самолётах-истребителях Ла-5 и Ла-7 генерального конструктора С. А. Лавочкина, бомбардировщиках Ту-2 и торпедоносцах Ту-2Д генерального конструктора А. Н. Туполева, а после войны — на самолетах-истребителях Ла-9, Ла-11 С. А. Лавочкина, пассажирских самолётах Ил-12 и Ил-14 генерального конструктора С. В. Ильюшина.
10 февраля 1958 года Семён Косберг познакомился с Сергеем Королёвым, лидером советской космонавтики. Эта встреча отметила начало их сотрудничества.
После войны работы КБ продолжились разработкой жидкостных ракетных двигателей — ЖРД.

Могила Косберга на Новодевичьем кладбище Москвы

Двухступенчатая ракета-носитель, разработанная Королёвым, успешно запустила на орбиту три первых спутника Земли. Однако дальнейшее увеличение массы выводимых на орбиту аппаратов для исследования космоса было невозможно без создания третьей ступени для достижения второй космической скорости. Третья ступень ракеты была разработана в 1958 году в рекордно короткий срок — девять месяцев. 2 января 1959 года двигатель РД0105 в составе третьей ступени позволил автоматической межпланетной станции «Луна-1» впервые в мире достичь второй космической скорости. При этом сам двигатель стал первым в мире двигателем, который запускался в космическом пространстве. 4 января 1959 года станция «Луна-1» пролетела на расстоянии 5000—6000 км от лунной поверхности и стала первым искусственным спутником Солнца.
14 сентября 1959 года двигатель РД0105 использовался в составе третьей ступени для вывода в космическое пространство станции «Луна-2», которая впервые в мире достигла лунной поверхности и доставила на неё вымпел с изображением Государственного герба СССР.
4 октября 1959 года двигатель РД0105 использовался в составе третьей ступени для вывода в космическое пространство станции «Луна-3».
Использование третьей ступени позволяло увеличить массу космического корабля от 1400 до 4500 кг и достичь скорости, которая давала возможность полёта на Луну и вокруг Луны, чтобы сфотографировать её обратную сторону.
С бесспорно важным личным вкладом Семёна Косберга, 12 апреля 1961 года в космос был запущен первый человек — советский космонавт Юрий Гагарин.
За свой вклад в возможность осуществления этих полётов Косберг был удостоен степени доктора технических наук и звания лауреата Ленинской премии. 
За выдающиеся заслуги в обеспечении первого в мире полёта человека в космическое пространство Указом Президиума Верховного Совета СССР от 17 июня 1961 года Косбергу Семёну Ариевичу присвоено звание Героя Социалистического Труда с вручением ордена Ленина и медали «Серп и Молот».
После этого успеха в КБ Косберга спроектировали и произвели новую, более мощную ракету, которая позволила совершить полёт космических зондов к Марсу и Венере и запуск орбитальных космических кораблей с экипажем из двух и трёх человек. Эти двигатели позволили осуществить первый выход человека в открытый космос и стыковку на орбите. Ракета-носитель «Союз» используется для доставки людей и грузов в космическое пространство, в том числе к долгосрочным космическим станциям.
Косберг умер через несколько дней после автомобильной катастрофы, в которой он получил серьёзные травмы. Его не стало 3 января 1965 года. Похоронен на Новодевичьем кладбище в Москве (участок 6).

## Семья
Жена — Ида Моисеевна Косберг (Итка Мовшевна Хлявич; 1907—1982). Похоронена 
- Дочь — Татьяна Семеновна Косберг
- Сын — Григорий Семенович Косберг (род. в 1931)
  - Внучка — Галина (1961—2023)

Сестра — Фаина Ароновна Корман (Косберг). Ее муж — Аркадий Григорьевич Корман, математик, конструктор
- Племянница — Лотта Аркадьевна Богопольская, педагог[8], популяризатор науки.

## Награды
- Герой Социалистического Труда.
- Лауреат Ленинской премии.
- За выдающийся личный вклад в развитие и производство авиационного оборудования Косберг был награждён орденами «Знак Почёта», Красной Звезды и Отечественной войны 1-й степени.

## Память
- Именем Косберга назван кратер на обратной стороне Луны.
- В родном городе конструктора Слуцке его имя носит одна из улиц. Она называется «ул. Козберга» в соответствии с написанием фамилии, принятым до 1930-х годов.
- В Воронеже на доме, в котором c 1961 по 1965 годы проживал Семён Косберг (ул. Орджоникидзе, д. 14/16), установлена мемориальная доска.
- В посёлке Малышево, входящем в состав города Воронежа, есть улица Конструктора Косберга.
- Перед центральным зданием КБХА в Воронеже установлен бюст Косберга.
- На одной из вершин массива Уллу-Тау-Лацга на высоте более четырёх километров установлена мемориальная доска в честь столетнего юбилея со дня рождения Косберга[9].